# Брест Покупски
Брест Покупски је насељено место у саставу града Петриње, у Сисачко-мославачкој жупанији, Република Хрватска.

## Географија
Налази се на левој обали реке Купе.

## Историја
Код Бреста Покупског је 1562. био подигнут каштел ради одбране од Турака, а 1592. и 1596. године код овог места вођене су две значајне битке. Земљотрес у децембру 2020. године је тешко оштетио већину кућа у селу.

## Становништво
На попису становништва 2011. године, Брест Покупски је имао 279 становника.

## Попис 1991.
На попису становништва 1991. године, насељено место Брест Покупски је имало 357 становника, следећег националног састава:
| Попис 1991.‍  | Попис 1991.‍  | Попис 1991.‍ | Попис 1991.‍ | Попис 1991.‍ |
| ------------ | ------------ | ----------- | ----------- | ----------- |
|              |              |             |             |             |
| Хрвати       | Хрвати       |             | 333         | 93,27%      |
| Југословени  | Југословени  |             | 9           | 2,52%       |
| Срби         | Срби         |             | 5           | 1,40%       |
| Муслимани    | Муслимани    |             | 4           | 1,12%       |
| Словаци      | Словаци      |             | 2           | 0,56%       |
| Словенци     | Словенци     |             | 1           | 0,28%       |
| Црногорци    | Црногорци    |             | 1           | 0,28%       |
| неопредељени | неопредељени |             | 2           | 0,56%       |
| укупно: 357  |              |             |             |             |